# Список старейших котов в мире
Список самых старых кошек — это список самых старых кошек в мире. Старение кошек зависит от породы, размера и рациона. Обычно кот или кошка живут 16-20 лет, средняя продолжительность их жизни составляет 13 лет.
В этом списке представлены только 4 кошки, которые были подтверждёны каким-либо агентством, например: Книгой рекордов Гиннеcса.
 Ныне живущие: 1
 Умершие: 3
| № | Имя            | Пол | Дата рождения   | Дата смерти    | Достигнутый возраст | Страна         |
| - | -------------- | --- | --------------- | -------------- | ------------------- | -------------- |
| 1 | Крим Пафф      | Ж   | 3 августа 1967  | 6 августа 2005 | 38 лет 3 дня        | США ·          |
| 2 | Рекс Аллен     | М   | 1 февраля 1964  | 1 апреля 1998  | 34 года 59 дней     | США            |
| 3 | Скутер (кот)   | М   | 26 марта 1986   | 8 апреля 2016  | 30 лет 13 дней      | США            |
| 4 | Флосси (кошка) | Ж   | 28 декабря 1995 | Жива           | 29 лет 81 день      | Великобритания |